# Opa Nguette
Opa Nguette, né le 8 juillet 1994 à Mantes-la-Jolie (France), est un footballeur international sénégalais qui évolue au poste d'attaquant.

## Biographie

### Carrière en club

#### Débuts au FC Mantois 78
Opa Nguette est formé au FC Mantois. Il arrive au club à l'âge de 12 ans, passant ensuite par toutes les catégories d'âge. En 2011, après une apparition en CFA face aux Herbiers, il rejoint l'équipe réserve de Valenciennes.

#### Débuts professionnels au Valenciennes FC
Opa Nguette réalise sa première apparition en Ligue 1 le 11 août 2012, lors d'une rencontre face à l'ESTAC. Il dispute les dernières secondes de la rencontre, en remplacement de Mamadou Samassa.
Il reçoit sa première titularisation en championnat le 23 décembre 2012, à l'occasion d'un match face à l'ETG. Lors de ce match, il provoque un pénalty en faveur de Valenciennes, et l'expulsion de Djakaridja Koné, joueur de l'ETG.
Opa Nguette inscrit son premier but chez les professionnels le 19 janvier 2013, lors d'un match face à Ajaccio. Il s'agit alors de sa deuxième titularisation en Ligue 1. Son but intervient après seulement 206 minutes de jeu en championnat.
Opa Nguette inscrit son deuxième but contre Sochaux et son troisième but chez les professionnels le 7 avril 2013, lors d'un match face à Montpellier. Son but intervient après 40 minutes de jeu mais malgré son but Valenciennes a perdu 3-1 contre le club héraultais. Il n'a, lors de sa première saison avec VA, marqué qu'à l'extérieur.
Après une année 2013-2014 sans le moindre but et une descente de son club en Ligue 2, c'est le 12 août 2014 face à Troyes en Coupe de la Ligue qu'il retrouve le chemin des filets.

#### Retour en Ligue 1 au FC Metz
Le 11 juin 2016, libre de tout engagement, il s'engage pour trois ans en faveur du FC Metz.
Le 2 février 2020, il joue son 100e match en Ligue 1 et inscrit un doublé face à l'AS Saint-Étienne lors d'une victoire 3-1. Malgré un léger manque de régularité, il réalise une bonne saison dans l'élite et inscrira des buts importants.
Le 18 octobre 2020, après blessure et forfait pour plusieurs mois de son coéquipier Ibrahima Niane, seul auteur des six premiers buts de la saison 2020-2021 pour le FC Metz, Opa Nguette marque son premier but de la saison.

### Carrière en sélection
Il est régulièrement sélectionné avec l'équipe de France dans les sélections jeunes, il atteint la finale du Championnat d'Europe des moins de 19 ans 2013.
Il opte pour le Sénégal en 2017. Le 23 mars 2017, il honore sa première sélection en étant titulaire face au Nigeria dans un match amical. Le 14 novembre 2017, il inscrit son premier but pour le Sénégal en ouvrant le score face à l'Afrique du Sud dans le cadre des éliminatoires de la Coupe du monde 2018.

## Statistiques
| Saison                | Club                  | Championnat           | Championnat | Championnat | Coupe nationale | Coupe nationale | Coupe de la Ligue | Coupe de la Ligue | Total | Total |
| Saison                | Club                  | Division              | M.          | B.          | M.              | B.              | M.                | B.                | M.    | B.    |
| 2011-2012             | FC Mantois 78         | CFA                   | 1           | 0           | 0               | 0               | -                 | -                 | 1     | 0     |
| Sous-total            | Sous-total            | Sous-total            | 1           | 0           | 0               | 0               | -                 | -                 | 1     | 0     |
| 2012-2013             | Valenciennes FC       | Ligue 1               | 19          | 3           | 1               | 0               | 1                 | 0                 | 21    | 3     |
| 2013-2014             | Valenciennes FC       | Ligue 1               | 10          | 0           | -               | -               | -                 | -                 | 10    | 0     |
| 2014-2015             | Valenciennes FC       | Ligue 2               | 23          | 4           | 4               | 0               | 1                 | 1                 | 28    | 5     |
| 2015-2016             | Valenciennes FC       | Ligue 2               | 14          | 1           | -               | -               | -                 | -                 | 14    | 1     |
| Sous-total            | Sous-total            | Sous-total            | 66          | 8           | 5               | 0               | 2                 | 1                 | 73    | 9     |
| 2016-2017             | FC Metz               | Ligue 1               | 33          | 2           | 1               | 0               | 3                 | 1                 | 37    | 3     |
| 2017-2018             | FC Metz               | Ligue 1               | 17          | 0           | 2               | 0               | 1                 | 0                 | 20    | 0     |
| 2018-2019             | FC Metz               | Ligue 2               | 33          | 7           | 2               | 0               | 1                 | 0                 | 36    | 7     |
| 2019-2020             | FC Metz               | Ligue 1               | 26          | 5           | 1               | 0               | 1                 | 0                 | 28    | 5     |
| 2020-2021             | FC Metz               | Ligue 1               | 16          | 3           | -               | -               | -                 | -                 | 16    | 3     |
| 2021-2022             | FC Metz               | Ligue 1               | 26          | 2           | 1               | 0               | -                 | -                 | 27    | 2     |
| Sous-total            | Sous-total            | Sous-total            | 151         | 19          | 7               | 0               | 6                 | 1                 | 164   | 20    |
| 2022-2023             | Baniyas SC            | UAE Pro League        | 24          | 2           | 2               | 0               | 2                 | 0                 | 28    | 2     |
| Total sur la carrière | Total sur la carrière | Total sur la carrière | 242         | 29          | 14              | 0               | 10                | 2                 | 266   | 31    |

## Palmarès
Opa Nguette est champion de Ligue 2 en 2019 avec le FC Metz.